# Joannah Stutchbury
Pour les articles homonymes, voir Stutchbury.
 (septembre 2022).
 (septembre 2022).
La mise en forme du texte ne suit pas les recommandations de Wikipédia : il faut le « wikifier ».
Les points d'amélioration suivants sont les cas les plus fréquents. Le détail des points à revoir est peut-être précisé sur la page de discussion.
- Les titres sont pré-formatés par le logiciel. Ils ne sont ni en capitales, ni en gras.
- Le texte ne doit pas être écrit en capitales (les noms de famille non plus), ni en gras, ni en italique, ni en « petit »…
- Le gras n'est utilisé que pour surligner le titre de l'article dans l'introduction, une seule fois.
- L'italique est rarement utilisé : mots en langue étrangère, titres d'œuvres, noms de bateaux, etc.
- Les citations ne sont pas en italique mais en corps de texte normal. Elles sont entourées par des guillemets français : « et ».
- Les listes à puces sont à éviter, des paragraphes rédigés étant largement préférés. Les tableaux sont à réserver à la présentation de données structurées (résultats, etc.).
- Les appels de note de bas de page (petits chiffres en exposant, introduits par l'outil «  Source ») sont à placer entre la fin de phrase et le point final[comme ça].
- Les liens internes (vers d'autres articles de Wikipédia) sont à choisir avec parcimonie. Créez des liens vers des articles approfondissant le sujet. Les termes génériques sans rapport avec le sujet sont à éviter, ainsi que les répétitions de liens vers un même terme.
- Les liens externes sont à placer uniquement dans une section « Liens externes », à la fin de l'article. Ces liens sont à choisir avec parcimonie suivant les règles définies. Si un lien sert de source à l'article, son insertion dans le texte est à faire par les notes de bas de page.
- La présentation des références doit suivre les conventions bibliographiques. Il est recommandé d'utiliser les modèles {{Ouvrage}}, {{Chapitre}}, {{Article}}, {{Lien web}} et/ou {{Bibliographie}}. Le mode d'édition visuel peut mettre en forme automatiquement les références.
- Insérer une infobox (cadre d'informations à droite) n'est pas obligatoire pour parachever la mise en page.

Pour une aide détaillée, merci de consulter Aide:Wikification.
Si vous pensez que ces points ont été résolus, vous pouvez retirer ce bandeau et améliorer la mise en forme d'un autre article.
 (septembre 2022).
Joannah Stutchbury était une militante kényane de la défense des droits fonciers et environnementaux (LED). Elle est l'un des principaux défenseurs de l'environnement des forêts kényanes. On se souvient d'elle pour ses efforts dévoués pour protéger la forêt de Kiambu de l'empiètement. Elle a beaucoup aidé le Service forestier du Kenya au cours de sa vie. Elle a élevé sa voix contre la destruction des forêts de Kiambu. Elle a été abattue à plusieurs reprises et a été tuée le 15 juillet 2021. Elle est morte à l'âge de 67 ans. Joannah était la petite-nièce de Jim Corbett,,,,.

## Activisme et meurtre
Joannah Stutchbury fait campagne contre les hommes d'affaires promoteurs empiétant sur la forêt de Kiambu, près de Nairobi. Elle s'était élevée contre les accapareurs de terres et les célèbres promoteurs privés. En 2018, elle a fait la une des journaux lorsqu'elle a affronté à elle seule ces développeurs. Les promoteurs abattaient des arbres dans les forêts de Kiambu. En raison de son activisme intense, Stutchbury a été menacée d'être tuée à plusieurs reprises. Cependant, elle n'a reçu aucune protection de la part de la police. Des inconnus lui ont dit qu'ils la tueraient si elle continuait à intervenir et à détruire leurs plans. Ils l'ont avertie de ne pas les empêcher de construire une route à travers la forêt.
Le 15 juillet 2021, Joannah Stutchbury a été abattue près de son domicile au Kenya, en raison de sa campagne contre le développement de zones humides dans un parc national. Le jour de l'incident, elle a arrêté sa voiture pour dégager des branches qui bloquaient son allée. Puis, soudainement, elle a été abattue de plusieurs balles. Plus tard, ses voisins ont trouvé son corps dans sa voiture. Le moteur de sa voiture tournait encore. Étonnamment, ses objets de valeur étaient encore dans le véhicule. De ce fait, il a été confirmé que l'attaque n'était pas un vol. Mme Stutchbury avait élevé la voix contre les hommes d'affaires locaux, contre l'empiètement et la construction de structures dans la forêt voisine de Kiambu. Avant l'incident, elle avait reçu de multiples menaces de mort, mais a néanmoins continué à défendre l'environnement jusqu'à sa mort,,,. Selon un rapport de "Permaculture", Joannah Stutchbury a été abattue de quatre balles lors de son assassinat. L'Organisation mondiale des forêts a adressé une pétition au président du Kenya, afin de protéger une zone de la forêt au niveau national, en l'honneur de Joannah.